# Лопата (Опатовський повіт)
Лопата (пол. Łopata) — село в Польщі, у гміні Войцеховиці Опатовського повіту Свентокшиського воєводства.
Населення — 116 осіб (2011).
У 1975-1998 роках село належало до Тарнобжезького воєводства.

## Демографія
Демографічна структура на день 31 березня 2011 року:
|          | Загалом | Допрацездатний вік | Працездатний вік | Постпрацездатний вік |
| -------- | ------- | ------------------ | ---------------- | -------------------- |
| Чоловіки | 57      | 11                 | 38               | 8                    |
| Жінки    | 59      | 12                 | 31               | 16                   |
| Разом    | 116     | 23                 | 69               | 24                   |